# 貫正義
貫 正義（ぬき まさよし、1945年1月27日 - ）は、日本の実業家。元九州電力会長。日本電気協会会長。福岡県北九州市出身。

## 人物
福岡出身。福岡県立八幡中央高等学校を経て、1968年3月、九州大学経済学部を卒業。高木暢哉ゼミ出身。同年4月、九州電力株式会社入社。
九州電力では社長を経験しない初めての会長となった。福岡県文化団体連合会会長、福岡経済同友会代表幹事なども務める。
眞部利應とは同期入社の盟友と言われ、やらせメール事件が発覚した当時は副社長の1人であった。

## 職歴
- 1968年（昭和43年）4月 九州電力株式会社入社
- 1988年（昭和63年）7月 同社　企画部課長（経営計画担当）
- 1989年（平成元年）7月 同社　企画部経営調査室課長
- 1991年（平成3年）7月 同社　企画部課長（経営管理担当）
- 1993年（平成5年）7月 同社　北九州支店八幡営業所長
- 1994年（平成6年）7月 同社　企画部次長
- 1997年（平成9年）7月 同社　東京支社副支社長
- 2000年（平成12年）6月 同社　広報部長
- 2001年（平成13年）7月 同社　理事　広報部長
- 2003年（平成15年）6月 同社　理事　鹿児島支店長
- 2003年（平成15年）7月 同社　執行役員　鹿児島支店長
- 2007年（平成19年）6月 株式会社キューデンインフォコムの取締役社長[4]
- 2007年（平成19年）6月 九州電力　取締役　常務執行役員　事業開発本部長　情報通信本部長
- 2009年（平成21年）6月 同社　代表取締役副社長　お客さま本部長
- 2009年6月 日本タングステン株式会社　取締役[5]
- 2010年（平成22年）6月 九州電力　代表取締役副社長
- 2010年（平成22年）6月 福岡銀行　監査役（非常勤）[6]
- 2011年6月 西日本環境エネルギー株式会社の取締役（非常勤）[7]
- 2012年（平成24年）4月 九州電力　代表取締役会長
- 2010 - 2012年12月 ふくおかフィナンシャルグループの監査役（非常勤）[8][9]
- 2012年6月 財団法人 福岡県国際交流センターの理事[10]
- 2012年6月 福岡県文化団体連合会の会長[11]
- 2012年6月 福岡空港ビルディング株式会社の取締役[12]
- 2013年5月 公益財団法人 九州先端科学技術研究所（ISIT）の理事長[13]
- 2013年7月 九州・トルコ協会の理事[14]
- 2013年7月 九州大学福岡同窓会の会長[15]
- 2013年10月 公益財団法人 九州大学学術研究都市推進機構の理事長[16]
- 2013年10月 産業遺産国民会議の発起人[17]
- 2013年10月 福岡EU協会の副会長[18]
- 2014年3月 株式会社 博多ステーションビルの取締役（非常勤）[19]
- 2014年3月 九州・インドネシア友好協会の副会長[20]
- 2014年3月 コカ・コーラウエスト株式会社の経営諮問委員会の委員[21]
- 2014年3月 一般社団法人 日本電気協会 九州支部の支部会長[22]
- 2014年4月 公益財団法人　佐賀国際重粒子線がん治療財団の評議員[23]
- 2014年4月 アビスパ福岡後援会の顧問[24]
- 2014年6月 福岡カナダ協会の会長[25]
- 2014年6月 日本棋院九州本部の本部長[26]
- 2014年6月 九州NBCの副会長[27]
- 2014年6月 公益社団法人 久山生活習慣病研究所の理事[28]
- 2014年7月 一般社団法人 九州ニュービジネス協議会の副会長[29]
- 2014年11月 九州大学経済学部同窓会会長[2]
- 株式会社 福岡ソフトリサーチパークの取締役社長[30]
- 一般財団法人 九州先端医療振興財団の理事[31]
- 九州大学 先端医療イノベーションセンターの評議委員[32]
- 2018年6月 九州電力相談役
- 2019年6月 日本電気協会副会長[33]
- 2020年12月 在福岡カナダ名誉領事[34]
- 2022年、公益社団法人日本将棋連盟から、第29回大山康晴賞を受賞。
- 2023年6月 日本電気協会会長[35]

## 発言等
- 「日本経済の発展は、九州が有するポテンシャルをどう発揮するかにかかっており、またそれは「九州はひとつ」になってこそ解決される、それが私の思いであり、また九経連創立以来の九州人の変わらぬ思いと考えます」
- 「幅広く多様な企業に展開していくために必要なことは「九州のことは九州で決める」道州制の実現であろうと考えます」[36]
- 川内原発の1、2号機の再稼働には積極的に活動していて、再稼働要望のために安倍首相らと博多の高級料亭「嵯峨野」で会談を行った。その際、安倍首相から「川内は何とかする」との約束を得た[37]。